# Église catholique en Algérie
Voir aussi
L'Église catholique en Algérie (en arabe : « الكنيسة الكاثوليكية في الجزائر, Alkanisat alkathulikiat fi Aljazayir ») désigne l'organisme institutionnel et sa communauté locale ayant pour religion le catholicisme en Algérie.
L'Église en Algérie comporte une province ecclésiastique et un diocèse qui ne sont pas soumises à une juridiction nationale au sein d'une Église nationale mais sont soumises à la juridiction universelle du pape, évêque de Rome, au sein de l'« Église universelle ».
Le diocèse de Laghouat et la province d'Alger qui répartit 3 diocèses (un archidiocèse métropolitain et 2 diocèses) rassemblent toutes les paroisses de l'Algérie.
En étroite communion avec le Saint-Siège, les évêques des diocèses de l'Algérie sont membres de la Conférence des évêques de la région Nord de l'Afrique, qui réunit les épiscopats du Maroc, de l'Algérie, de la Tunisie, de la Libye et du Sahara occidental.
Depuis 1996, l'article 2 de la constitution algérienne stipule que l’islam est la religion d'État de l'Algérie. Son article 42 garantit la « liberté d'exercice du culte » autorisant ainsi l'Église.
Cependant, l'« ordonnance no 06-03 du 28 février 2006 « fixant les conditions et règles d'exercice des cultes autres que musulman » interdit le prosélytisme non-musulman, et toute personne voulant prêcher doit être agréée par les autorités.
L'Église catholique est minoritaire en Algérie.

## Législation en matière religieuse

Carte du droit à l'apostasie par pays dans le monde.

Le 28 février 2006, l'ordonnance no 06.03 « fixant les conditions et règles d'exercice des cultes autres que musulman » est signée puis approuvée par la loi no 06.09 du 17 avril 2006. Il est publié à partir de la page 23 du no 12 du journal officiel de la République Algérienne du 1er mars 2006 ,.
La liberté de religion, pleinement applicable au culte musulman, s'accompagne de certaines restrictions pour les autres cultes, comme l'interdiction d'animer un culte « en dehors des édifices prévus à cet effet ». L'« affectation des édifices pour l’exercice d’un tel culte » nécessite « une autorisation préalable » du ministère algérien des Affaires religieuses. Le prosélytisme est interdit et toute personne voulant prêcher doit avoir une autorisation de prêcher par l'autorité religieuse agréée par les autorités algériennes. La loi prévoit la condamnation à une peine de 2 à 5 ans de prison et d’une amende de 500.000 à 1.000.000 DA de quiconque utilise des « moyens de séduction tendant à convertir un musulman à une autre religion » ou « qui visent à ébranler la foi d’un musulman ». Ces restrictions ont conduit à de nombreux procès et condamnations comme celle du Père Pierre Wallez, prêtre du diocèse d'Oran, qui pour avoir récité une simple prière (et non pas célébré une messe) auprès de non-algériens (des chrétiens camerounais), est condamné à un an de prison avec sursis et 200 000 dinars (2000€) le 30 janvier 2008 par le tribunal de Maghnia qui l'accuse d'avoir animé un culte hors d'un lieu de culte autorisé aux catholiques,.
En appel, le Père Pierre Wallez a été condamné à deux mois de prison avec sursis et 20 000 dinars d'amende et le médecin algérien à six mois de prison avec sursis et 200 000 dinars d'amende. Tous deux se sont pourvus en cassation.

## Histoire de l'Église catholique en Algérie

### Première évangélisation

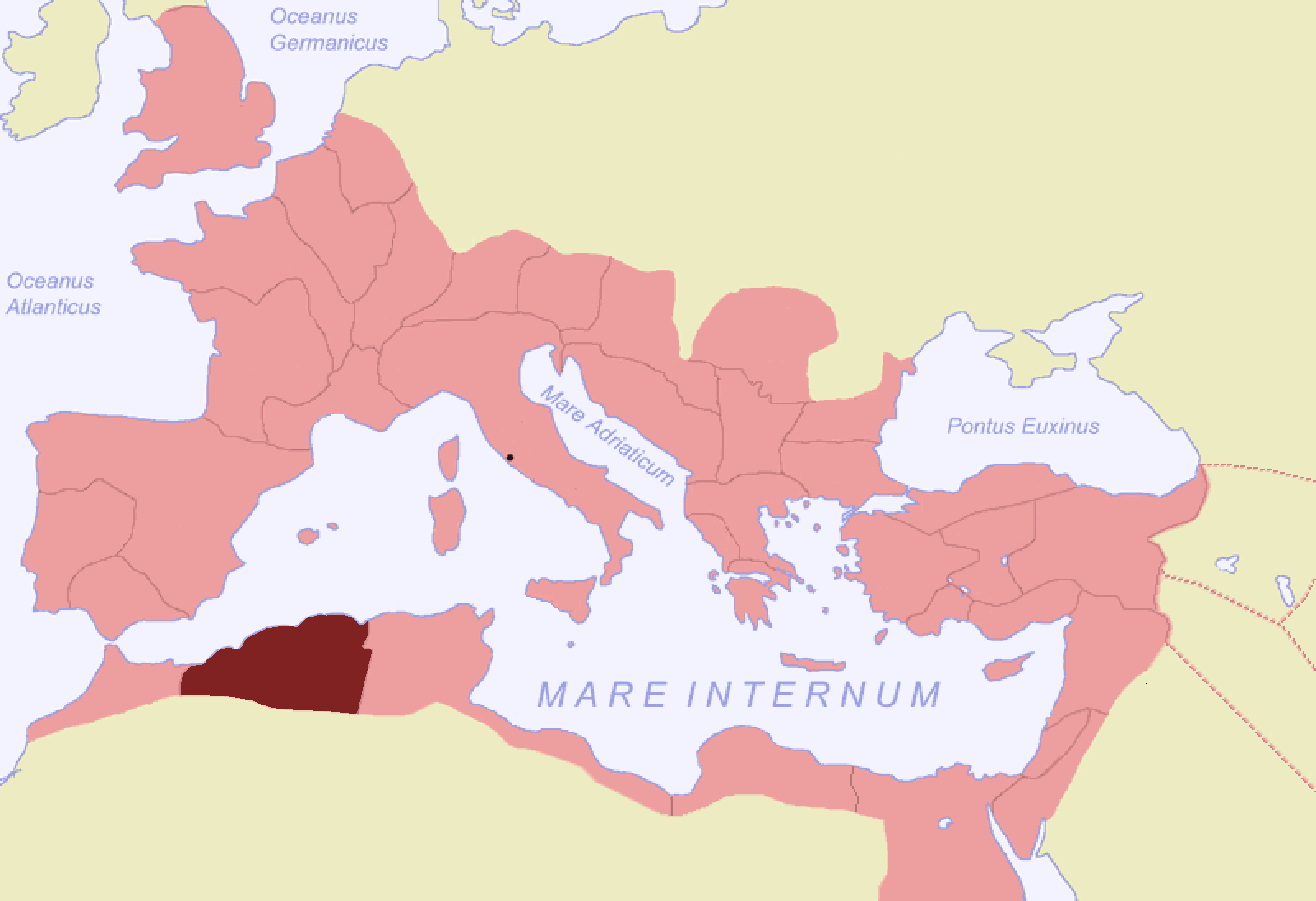
La province de Maurétanie césarienne qui correspondait aux actuels diocèses d'Oran et d'Alger.

La province d'Afrique proconsulaire qui correspondait à l'actuel diocèse de Constantine, ceux de la Tunisie et d'une partie de la Libye.

Le siège épiscopal d'Alger (Ikosim, Icosium) a été fondé au IIe siècle par les premiers apôtres et évangélistes chrétiens.
Vers 256, saint Théogène est le premier évêque (épiscope) du diocèse d'Hippone (futur diocèse de Constantine et Hippone).
Aux premiers siècles de l'ère chrétienne, il y avait 123 diocèses en Maurétanie césarienne, avec Tlemcen qui était un important siège apostolique.
En Maurétanie césarienne et en Afrique proconsulaire, comme dans tout l'Empire romain, les chrétiens sont persécutés. Constantin Ier promulgue en 313 l'édit de Milan, qui marque la fin des persécutions. En 391, le christianisme devient religion d'État.
Trois conciles furent tenus à Hippone en 393, 394, 426 ; plusieurs synodes eurent lieu en 397 et 401.
Les Vandales s'emparent de la Numidie en 432, puis de Carthage en 439, formant le Royaume vandale et amenant avec eux l'hérésie arienne. L'évêque Honorat est exilé par le roi Hunéric pour avoir nié l'arianisme. Le diocèse d'Hippone est alors supprimé vers 450 mais son siège était attribué à un titulaire in partibus infidelium signifiant « dans les contrées des infidèles ».

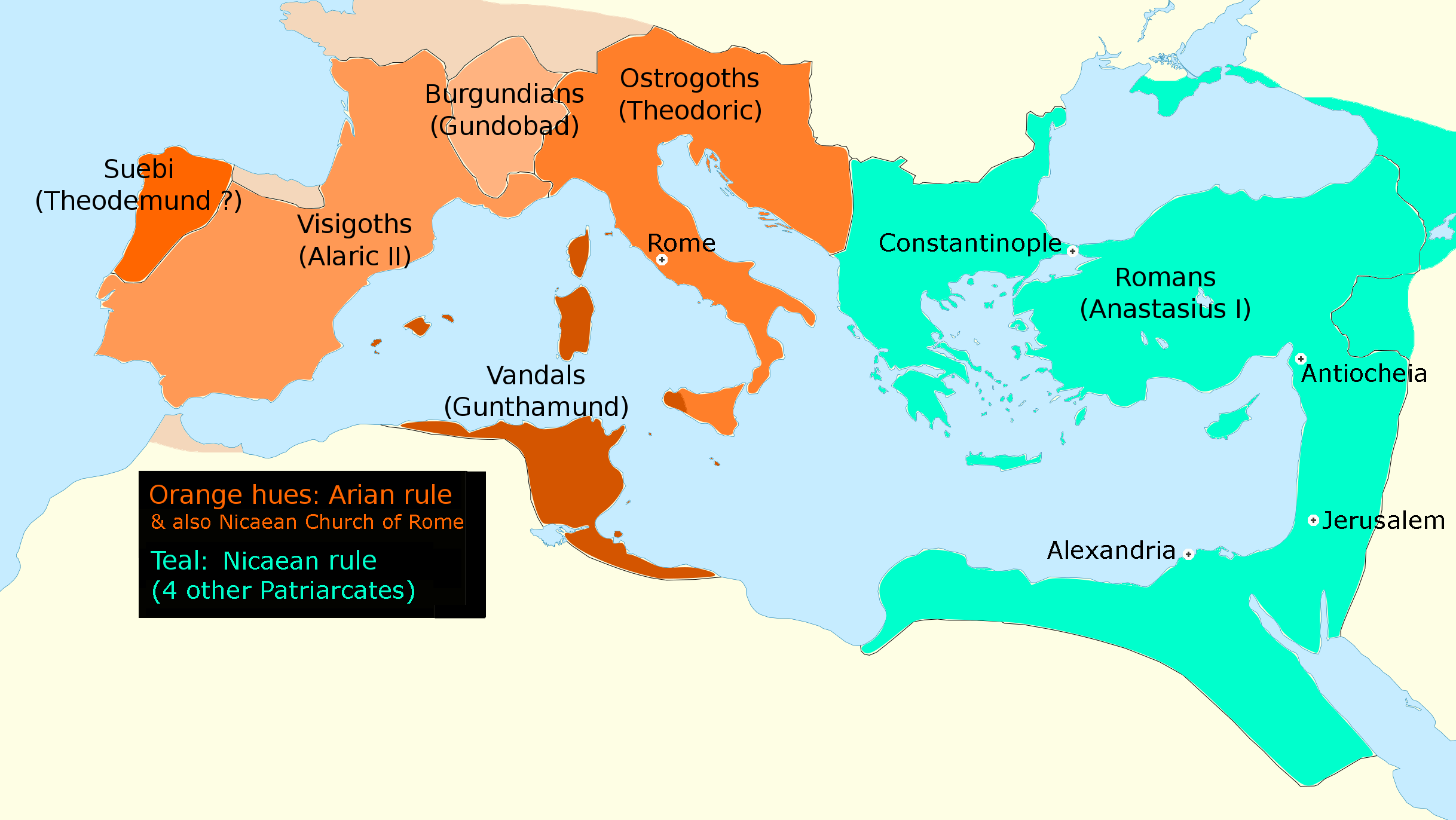
L'Église nicéenne est religion d'État à l'Est, dans l'Empire romain d'Orient ; à l'Ouest elle est majoritaire à travers l'Église catholique romaine mais dans les royaumes germaniques c'est l'Arianisme qui est religion d'État.

Le siège épiscopal d'Alger est conquis par les armées musulmanes en 710 après la Conquête musulmane du Maghreb.
L'ordre de Notre-Dame de la Merci (Mercédaires) est fondé en 1232, au départ comme ordre militaire pour racheter les chrétiens captifs des pirates maures et réduits en esclavage. En 1290, une bulle de Nicolas IV indique qu'Oran est sous la juridiction d'un évêché marocain.
Plusieurs missions catholiques s'établissent en Algérie en 1632.
La ville d'Oran est prise par les Espagnols dans une croisade en 1509, et ceux-ci gouvernent jusqu'en 1708, puis de 1732 à 1792.
Le bref Pro commissa du 12 décembre 1772 du pape Grégoire XIV crée le vicariat apostolique d'Alger.

### Période coloniale
En 1830, commence l’administration française de l'Algérie par les troupes françaises.
Tout prosélytisme auprès des musulmans est prohibé pendant longtemps et le rôle de l'Église catholique est cantonné à des actions de charité (voir l'article concernant les missions catholiques aux XIXe et XXe siècles).
La bulle Singulari divinae du 10 août 1838 du pape Grégoire XVI élève le vicariat apostolique d'Alger en diocèse d'Alger qui est suffragant de l'archidiocèse d'Aix-en-Provence.
La bulle Catholicae Ecclesiae du  25 juillet 1866 du pape Pie IX élève le diocèse d'Alger en archidiocèse d'Alger et le divise en trois parties :
- l'archidiocèse d'Alger qui correspond au département d'Alger;
- le diocèse d'Oran qui correspond au département d'Oran;
- le diocèse de Constantine qui correspond au département de Constantine.

Au début du XXe siècle, on estime à environ un million le nombre de catholiques en Algérie : essentiellement des colons d'origine européenne, ainsi que quelques personnes d'origine berbère ou arabe, comme l'écrivain Jean Amrouche, né en Kabylie. Elle a été, en effet, une des rares régions où une politique d’évangélisation ait été menée durant la colonisation, surtout à la fin du XIXe siècle, à l’initiative de Charles Lavigerie, archevêque d’Alger de 1867 à 1892. Cependant elle a connu un échec relatif. La famille Amrouche demeure un exemple : Fadhma Aït Mansour Amrouche (1882-1967), Jean Amrouche (1906-1962), Taos Amrouche (1913-1976) ou Mohammed Christophe Bilek (en) (1950-).
Le 19 juillet 1901, la préfecture apostolique de Ghardaïa (futur diocèse de Laghoua) est érigée à partir du vicariat apostolique du Sahara et du Soudan (aujourd'hui, l'archidiocèse de Bamako).
Le 10 juin 1948, la constitution apostolique Ghardaiensis in Sahara de Pie XII élève la préfecture apostolique de Ghardaïa au rang de vicariat apostolique, sous le nom de vicariat apostolique de Ghardaïa au Sahara.
Le 15 septembre 1955, la constitution Dum tantis de Pie XII élève le vicariat apostolique au rang de diocèse, sous son nom actuel de diocèse de Laghouat.
En 1959, vers la fin de l’Algérie française, les 350 000 catholiques algériens constituent une forte minorité religieuse en Algérie (11 % de la population totale).

### Après l'indépendance
Après l'indépendance de l'Algérie en 1962, les catholiques ont quitté massivement le pays.
De 1963 à 1973, la quasi-totalité des églises des villes et villages d'Oranie sont remises aux autorités algériennes. Elles sont transformées en mosquées ou bâtiments culturels, et parfois désaffectées.
La communauté catholique se réduit encore notablement pendant la guerre civile algérienne des années 1990. Pendant cette période, 19 religieux, religieuses et prêtres sont assassinés, dont en 1996 sept moines du monastère de Tibhirine et l'évêque d'Oran Pierre Claverie.

## Organisation ecclésiastique

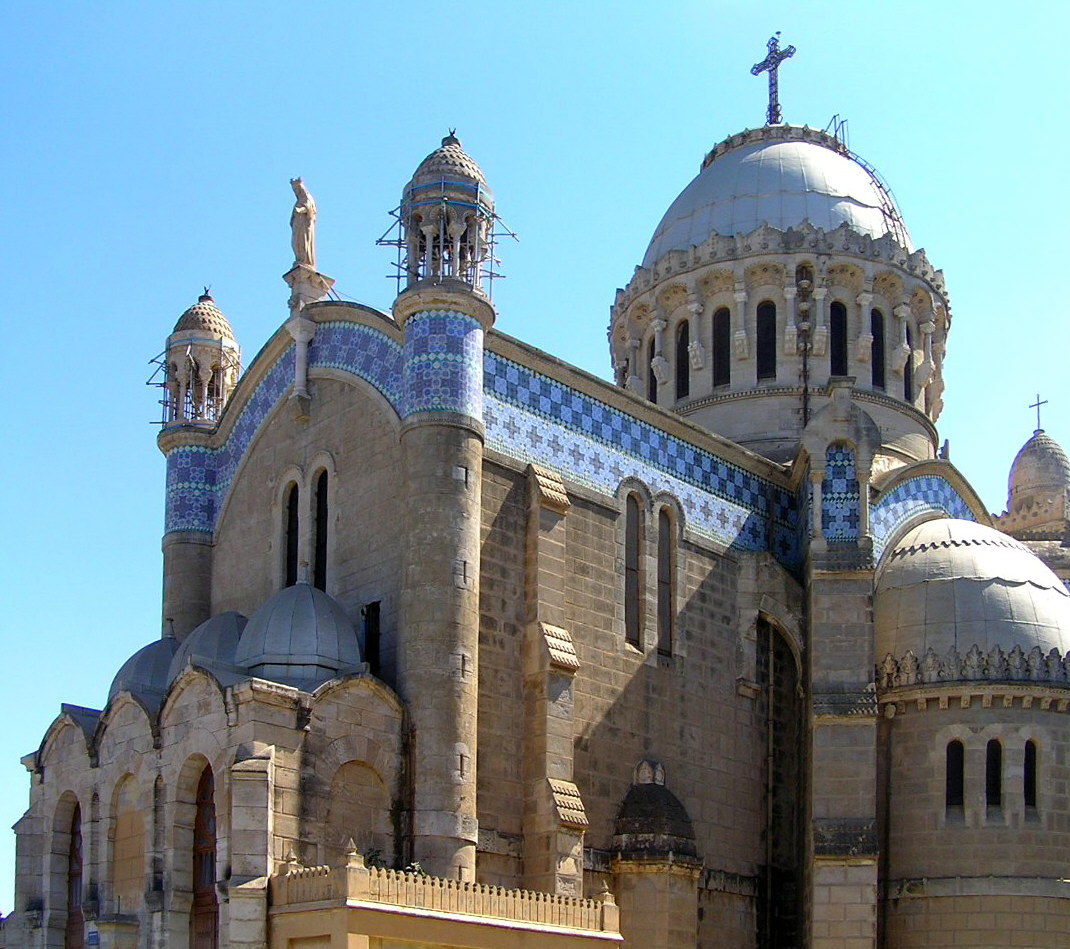
La basilique Notre-Dame d'Afrique à Alger.

L'Église catholique en Algérie se compose d'une province ecclésiastique et d'un diocèse :
- Province ecclésiastique d'Alger
  - L'archidiocèse métropolitain d'Alger
  - Le diocèse de Constantine et Hippone (suffragant)
  - Le diocèse d'Oran (suffragant)
- Le diocèse de Laghouat-Ghardaïa (Sahara) (rattaché au Saint-Siège)

## Statistiques
L'Église catholique est constituée pour l'essentiel de croyants nés hors du pays (prêtres et religieux originaires d'Europe ou d'Amérique latine, étudiants d'Afrique subsaharienne, travailleurs étrangers, etc.) et de quelques Algériens convertis au catholicisme.
Les communautés de fidèles sont numériquement très faibles :
- diocèse de Constantine : 300 catholiques, 7 paroisses, 18 prêtres;
- diocèse d'Oran : 400 catholiques, 7 paroisses, 20 prêtres;
- diocèse de Laghouat : 2000 catholiques, 10 paroisses, 16 prêtres;
- archidiocèse d'Alger : 1500 catholiques, 13 paroisses, 45 prêtres (2006).

En 2002, l'ONU dénombrait 100 000 catholiques, mais le ministère des Affaires religieuses parle de 11 000 chrétiens dans le pays, essentiellement catholiques,.
De nos jours, plusieurs communautés religieuses sont actives en Algérie : 11 communautés masculines et 24 communautés féminines.
Les Jésuites sont présents depuis 1840 à Alger et à Constantine. Il encadrent aujourd'hui deux services dans l'archidiocèse d'Alger:
- le Centre Culturel Universitaire (CCU), qui est une bibliothèque universitaire.
- la Maison des Exercices Spirituels (MES), sous le nom de Ben Smen, qui est un lieu de prière et de recueillement.